# Weidner Ridge
Weidner Ridge är en bergstopp i Antarktis. Den ligger i Östantarktis. Nya Zeeland gör anspråk på området. Toppen på Weidner Ridge är 1 952 meter över havet.
Terrängen runt Weidner Ridge är kuperad norrut, men söderut är den bergig. Trakten är obefolkad. Det finns inga samhällen i närheten. 